# Luis Ubiña
Luis Ignacio Ubiña Olivera (Montevideo, 7 de junio de 1940 - ibídem, 17 de julio de 2013) fue un futbolista uruguayo que jugaba de defensa. Fue campeón de América y del Mundo con el Club Nacional de Football en 1971. También fue capitán de la Selección de fútbol de Uruguay que alcanzó las semifinales en la Copa Mundial de 1970.

## Trayectoria
Peta Ubiña nació en la Villa del Cerro, barrio montevideano. Comenzó su carrera futbolística en las divisiones juveniles del Club Atlético Cerro para luego pasar al Rampla Juniors Fútbol Club, el otro club del barrio, con el cual hizo sus primeras apariciones en la Primera división uruguaya.
En 1964 fue subcampeón uruguayo con Rampla Juniors y dos años después integró la Selección uruguaya que disputó la Copa Mundial de Inglaterra. En 1967 fichó por el Club Nacional de Football, club en el cual vivió el auge de su carrera.
Fue pieza clave del seleccionado uruguayo que consiguió el cuarto puesto en el Mundial de 1970 disputado en México. Al año siguiente ganó la Copa Libertadores y la Copa Intercontinental con Nacional a sus 31 años, siendo el capitán de dicho equipo.
En 1974, poco después de haber disputado con Uruguay las Eliminatorias para el Mundial de 1974 y haberse clasificado, decidió retirarse del fútbol profesional.
Falleció en la madrugada del 17 de julio de 2013 a los setenta y tres años, en Montevideo. Sus restos yacen en el Cementerio del Cerro.

## Selección nacional
Ha sido internacional con la Selección de fútbol de Uruguay en 33 ocasiones.

### Participaciones en Copas del Mundo
| Mundial              | Sede       | Resultado        | PJ (G) |
| -------------------- | ---------- | ---------------- | ------ |
| Copa Mundial de 1966 | Inglaterra | Cuartos de final | 4 (0)  |
| Copa Mundial de 1970 | México     | 4° puesto        | 6 (0)  |

## Clubes
| Club           | País    | Año       |
| -------------- | ------- | --------- |
| CA Cerro       | Uruguay | 1958-1959 |
| Rampla Juniors | Uruguay | 1959-1967 |
| Nacional       | Uruguay | 1967-1974 |

## Palmarés

### Campeonatos nacionales
| Título                          | Club     | País    | Año  |
| ------------------------------- | -------- | ------- | ---- |
| Primera División de Uruguay     | Nacional | Uruguay | 1969 |
| Primera División de Uruguay (2) | Nacional | Uruguay | 1970 |
| Primera División de Uruguay (3) | Nacional | Uruguay | 1971 |
| Primera División de Uruguay (4) | Nacional | Uruguay | 1972 |

### Copas internacionales
| Título                | Club     | País    | Año  |
| --------------------- | -------- | ------- | ---- |
| Copa Libertadores     | Nacional | Uruguay | 1971 |
| Copa Intercontinental | Nacional | Uruguay | 1971 |
| Copa Interamericana   | Nacional | Uruguay | 1972 |

(*) Incluyendo la selección